# 142 f.Kr.

## Händelser

### Efter plats

#### Seleukiderriket
- Diodotos Tryfon intar tronen i det seleukidiska riket.

#### Romerska republiken
- Den första stenbron över floden Tibern färdigställs.

## Födda
- Ptolemaios IX, farao av Egypten